# ホセ・サンド
ホセ・サンド（José Gustavo Sand, 1980年7月17日 - ）は、アルゼンチン・コリエンテス州出身の元サッカー選手。元アルゼンチン代表である。現役時代のポジションはフォワード。

## 経歴

### クラブ
相手の守備の盲点を突いてゴール前で得点を狙う、優れたストライカー。CAリーベル・プレートのユース時代は下部リーグの歴代得点王として名を馳せていたが、1軍デビュー後は出場チャンスがつかめず、レンタル移籍が続いて自信を喪失していた。1999年はCAコロン、2000年は2部のCSインデペンディエンテ・リバダビアに在籍した。2001年にはブラジルのECヴィトーリアに移籍した。2004年にはリバープレートに復帰したが、2005年から2006年はCAバンフィエルドでプレーした。コロンを経て、2007年からCAラヌースに在籍する。ユース時代の功績を知っていたラモン・カブレロ監督からレギュラーとしての大役を任されて開花し、最初のシーズンで15試合15得点の活躍を見せてファンの信頼を勝ち取った。アペルトゥーラ2007では最終戦でボカ・ジュニアーズに対して先制点を挙げるなどし、クラブ初のリーグ優勝に導いた。クラウスーラ2009では14得点で得点王に輝いた。2009年8月、UAEリーグのアル・アインFCに移籍金約100万ドルで移籍。

### 代表
アルフィオ・バシーレ代表監督にカルロス・テベスの代役として招集され、2008年10月15日のワールドカップ予選チリ戦で代表デビューした。

## タイトル
CAラヌース
- プリメーラ・ディビシオン : 2007-08A, 2016
- スーペルコパ・アルヘンティーナ : 2016
- プリメーラ・ディビシオン得点王 : 2008-09C